# Järnporten

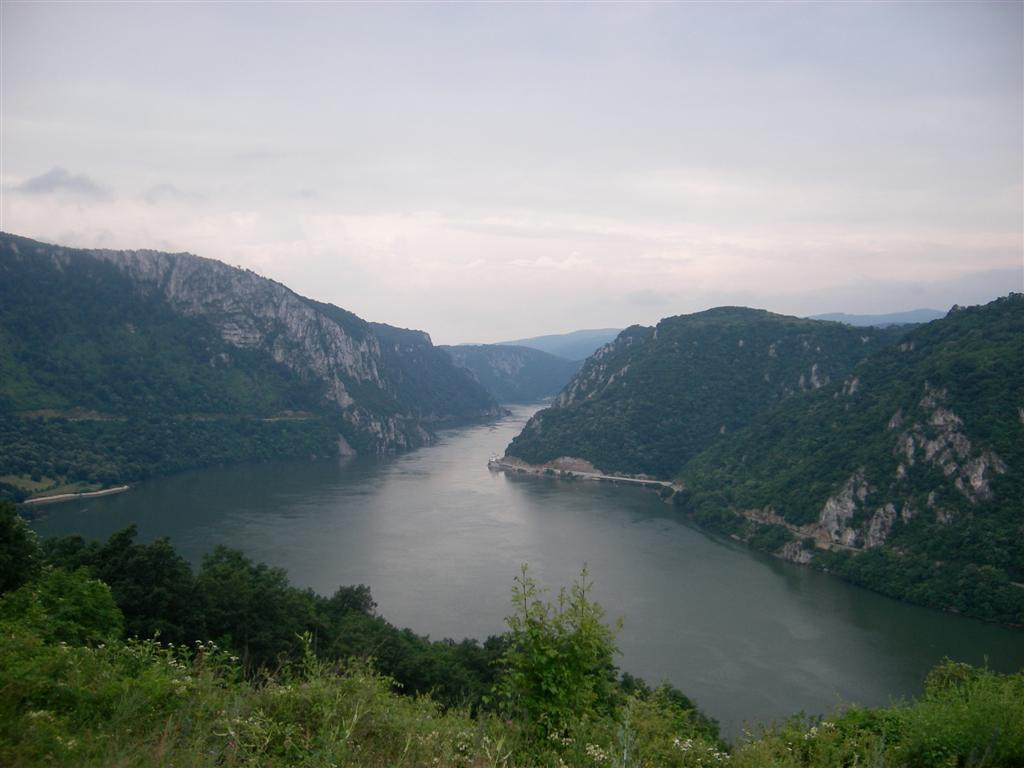
Järnporten

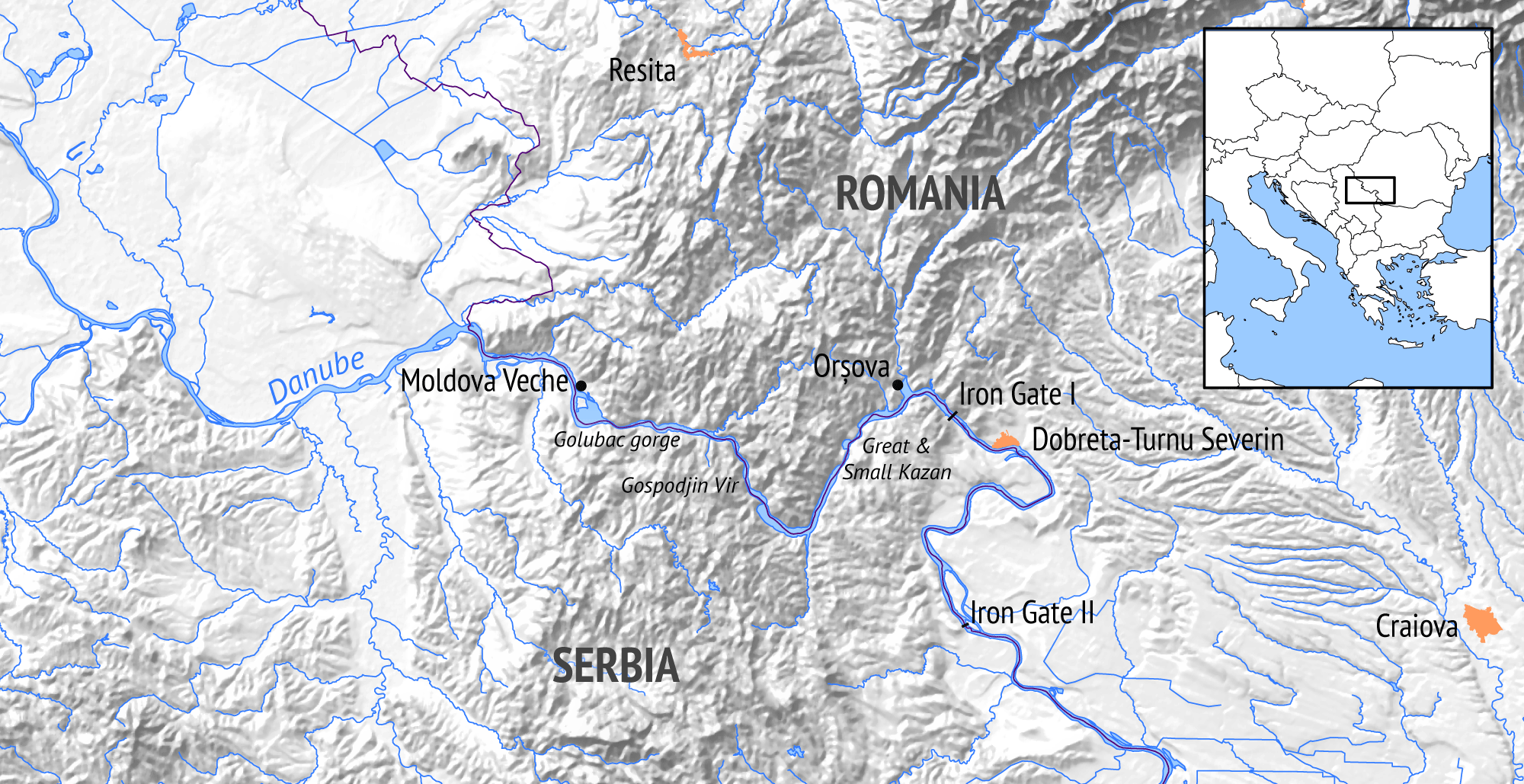
Karta

Järnporten (rumänska: Porțile de Fier, serbiska: Ђердапска клисура / Đerdapska klisura) är en passage av Donau genom bergig terräng på gränsen mellan Rumänien och Serbien. Här har Donau eroderat sig ner i den bergskedja som förbinder Karpaterna i norr och Balkanbergen i söder. Porten skiljer två av Donaubäckenets huvuddelar från varandra, Pannoniska bäckenet uppströms och nedre bäckenet med Valakiets slättland nedströms.
På den serbiska sidan ligger en nationalpark, Đerdap. Här finns ett av världens största vattenkraftverk. Längs stranden går en naturskön väg med 30 tunnlar. Detta är en stor turistattraktion och man kan hyra en cykel och åka runt dammarna. Vid inloppet i Järnporten på den serbiska sidan ligger den gamla fästningen Golubački grad, troligen byggd under 1300-talet, och delvis under vatten sedan dess att vattenkraftverket byggdes under 1960- och 1970-talen.